# クララ・ダン・フォン・ノイマン
クララ・ダン・フォン・ノイマン（Klára Dán von Neumann、1911年8月18日 - 1963年11月10日）は、ハンガリー系アメリカ人の計算機科学者である。世界初のコンピュータプログラマーの1人として知られる。

## 生涯
1911年8月18日にハンガリー（出生時はオーストリア・ハンガリー）のブダペストで、裕福なユダヤ人家庭の元に生まれた。父のKárolyは第一次世界大戦中にオーストリア・ハンガリー陸軍の将校だったが、クン・ベーラがハンガリー・ソビエト共和国の成立を宣言すると、その弾圧を逃れて一家はウイーンに移った。政権が転覆すると、一家はブダペストに戻った。14歳のとき、フィギュアスケートの国内チャンピオンになった。彼女はブダペストでヴェレス・パルネが開設した女子中等学校に入学し、1929年に卒業した。
1931年にFerenc Engelと結婚し、1936年にAndor Rapochと結婚した。ジョン・フォン・ノイマンが第二次世界大戦勃発前にブダペストに一旦戻った際、クララと出会った。1938年にジョン・フォン・ノイマンが離婚をすると、クララも離婚し、2人は結婚してアメリカ合衆国へ移った。
彼女は1943年にプリンストン大学の統計計算グループの責任者となった。1946年にロスアラモス国立研究所に移り、ジョン・フォン・ノイマン、ジュリアン・ビゲローが設計したMANIAC Iのプログラミングを行った。彼女は、ENIACの新しい制御の設計にも関与し、その主要なプログラマの1人だった。
1957年のジョン・フォン・ノイマンの死後、1956年のシリマン記念講演の内容が出版されることになったとき、クララはその序文を書いた。これは後に、The Computer and the Brain（計算機と脳）としてイェール大学出版局から出版された。
彼女は1958年にカール・エッカートと結婚し、カリフォルニア州ラホヤに移った。1963年、ラホヤの自宅から浜辺まで車で行き、波に飲まれて溺死した。サンディエゴ検死官事務所は彼女の死を自殺と記載した。